# Inconformitat de gènere
La inconformitat de gènere, que també es pot anomenar no-conformitat, diversitat o divergència de gènere, fa referència a una sèrie de comportaments o expressions del gènere d'una persona que no s'adiuen a les normes socials de la masculinitat i la feminitat. A vegades, les persones disconformes amb el seu gènere poden ser no-binàries o transgènere. En el cas de persones transgènere, es poden percebre com si no es conformessin amb el seu gènere, tot i que no té per què ser així. Algunes persones intersexuals també exhibeixen divergència de gènere.

## Terminologia
Els termes divergència de gènere i disconformitat de gènere s'utilitzen en els àmbits de la psicologia i psiquiatria, antropologia, i estudis de gènere, així com en grups de defensa de la divergència de gènere. El terme divergència de gènere és deliberadament ampli, i abasta termes més específics com transsexual, butch i femme, queen, tomboy, travesti o hijra.
La paraula transgènere sol tenir un significat més restringit i connotacions diferents, incloent una identificació que difereix del gènere assignat en néixer. La Guia de referència pels mitjans de comunicació de GLAAD (en anglès, Aliança Gai i Lesbiana Contra la Difamació) defineix transgènere com un "terme genèric per persones amb una identitat de gènere o una expressió de gènere diferent del sexe que se'ls va assignar en néixer". No totes les persones no conformes amb el seu gènere s'identifiquen com a transgènere, i no totes les persones transgènere es consideren disconformes amb el seu gènere —molts s'identifiquen simplement com a homes o dones. La identitat de gènere és la percepció interna del propi gènere; mentre que la majoria de la gent té una identitat de gènere masculina o femenina, la identitat de gènere és, per a altres persones, més complexa que dues opcions. A més, l'expressió de gènere és la manifestació externa de la identitat de gènere pròpia, normalment mitjançant una presentació o un comportament "masculí", "femení" o disconforme. 

## En la infància
Diversos estudis suggereixen una correlació entre els infants que expressen una disconformitat amb el gènere i que eventualment es declaren homosexuals, bisexuals o transgènere. En alguns estudis, la majoria dels que s'identifiquen com a gais o lesbianes recorden haver mostrat signes de no-conformitat de gènere quan eren petits. No obstant això, la precisió d'aquests estudis ha estat qüestionada, especialment en la comunitat acadèmica. Actualment, la comunitat terapèutica està dividida sobre la resposta adequada a la no-conformitat de gènere infantil. Per exemple, un estudi va suggerir que la disconformitat de gènere infantil és hereditària. Tot i que està fortament associada amb l'homosexualitat, és més probable que la no conformitat de gènere predigui el maltractament infantil: un estudi de 2012 il·lustra que els heterosexuals i els homosexuals que no expressen els seus rols de gènere segons la societat tenen més probabilitats de patir abusos físics, sexuals i psicològics.
També s'han realitzat estudis sobre les actituds dels adults cap als nens disconformes sobre el gènere. Segons sembla, no hi ha efectes generalitzats significatius (amb l'excepció de pocs valors externs) sobre les actituds envers els nens que varien en trets de gènere, interessos i comportaments.
Els nens amb divergència de gènere poden tenir problemes per conformar-se més endavant. Això fa que, a mesura que els nens creixen i no són tractats pel "desajustament" de l'aparença mental i corporal, tinguin molèsties i una imatge de si mateixos negativa que, a la llarga, pot provocar depressió, suïcidi o dubtes sobre un mateix. Si un infant no es conforma amb un gènere a una edat molt primerenca, és important proporcionar un suport familiar per assegurar un impacte positiu, tant a l'infant com a la família propera. Els nens que no es conformen abans dels 11 anys tendeixen a tenir un major risc de depressió, ansietat i pensaments suïcides de joves.
Roberts et al. (2013) van concloure que els participants del seu estudi, entre els 23 i els 30 anys, dels quals un 26% no es conformaven amb el seu gènere, van patir algun tipus de símptomes depressius. D'aquests, un 18% es conformaven amb el gènere. No hi ha un tractament curatiu per a la no-conformitat de gènere, però sembla que la teràpia conductual té èxit, específicament el reconeixement i les discussions obertes o sessions d'assessorament. El tractament per la disfòria de gènere, relacionada amb la divergència de gènere, ha estat un tema de controvèrsia durant tres dècades. En els treballs de Hill, Carfagnini i Willoughby (2007), Bryant (2004), "suggereix que els protocols de tractament per a aquests infants i adolescents, especialment aquells basats en convertir el fill de nou a un jove estereotipat segons un gènere, només empitjora les coses, fent que interioritzin la seva angoixa".
De fet, el tractament de la disfòria en infants i adolescents pot tenir conseqüències negatives. Els estudis suggereixen que el tractament hauria de centrar-se més en ajudar els nens i adolescents a sentir-se còmodes en la seva vida tot i la disfòria. Hi ha un sentiment d'angoixa que aclapara un nen o un adolescent amb disfòria de gènere que s'expressa a través del gènere. Hill et al. (2007) afirma: "Si aquests joves tenen l'angoixa de tenir una condició que la societat considera no desitjada, és això una prova que és un trastorn?" Bartlett i els seus col·legues (2000) assenyalen que el problema que determina l'angoixa es veu agreujat en els casos de disfòria, ja que normalment no és clar si la crisi del nen es deu a la diferència de gènere o als efectes secundaris (per exemple, a causa de l'ostracització o l'estigmatització). Hill et al. (2007) suggereixen que "un enfocament menys controvertit, respectuós amb l'augment de la llibertat de gènere en la nostra cultura i que simpatitzi amb la lluita d'un nen amb el gènere, seria més humà".

## Estat social dels homes i les dones
La no-conformitat de gènere entre les persones assignades home en néixer sol ser vigilada més estrictament i, de vegades, de manera violenta a Occident que no pas entre les persones assignades dona en néixer. No obstant això, existeix un espectre de tipus de no-conformitat de gènere entre el gènere masculí. Alguns tipus de no-conformitat de gènere, com ara un pare que sigui l'encarregat principal de la casa, poden perfectament no causar cap mena de comentari mentre que altres, com ara portar pinta-llavis i faldilla, poden atraure mirades, crítiques o preguntes sobre el seny de la persona disconforme.
Algunes regions geogràfiques són més tolerants que altres pel que fa a aquestes diferències. De fet, a Occident aquest és un desenvolupament relativament recent en termes històrics, ja que la vestimenta i la carrera de les dones solien estar vigilats, i encara ho són en països com Iran i Aràbia Saudita. L'èxit la segona onada feminista és la raó principal per a la llibertat de les dones a Occident de portar roba tradicionalment masculina, com ara pantalons, o per ocupar ocupacions tradicionalment masculines, com ser metge, etc. A l'altre extrem, alguns règims comunistes, com ara la Unió Soviètica, van fer que les dones ocupessin ocupacions tradicionalment masculines per avançar en la ideologia feminista de l'Estat —per exemple, el 58% dels enginyers soviètics eren dones el 1980— però aquesta tendència va invertir-se després de l'esfondrament de la Unió Soviètica, un canvi que alguns atribueixen a les dones a ser més lliures de seguir els seus propis interessos.

## Rols de gènere atípics
Un rol de gènere atípic és un rol de gènere que inclou comportaments relacionats amb el gènere que normalment no estan associats amb una norma cultural. Els estereotips relacionats amb els rols de gènere són el model socialment determinat que conté les creences culturals sobre el que han de ser els rols de gènere. És el que una societat espera sobre el pensament, aparença i comportament de les persones segons si són homes o dones. Els estereotips relacionats amb els rols de gènere sovint es basen en normes de gènere.
Exemples d'alguns rols de gènere atípics: 
- "Home de casa": els homes que es queden a casa i cuiden la casa i els nens mentre la seva parella va a treballar. Segons Sam Roberts, del New York Times, el 1970 el quatre per cent dels homes americans guanyava menys que les seves dones. National Public Radio va informar que el 2015 aquesta xifra havia augmentat fins al 38%.[22]
- Metrosexual: un home de qualsevol orientació sexual que tingui interès per l'estil i la moda i es vesteixi bé.
- Persones andrògines: tenir una presentació de gènere que sigui mixta o neutral.
- Transvestisme: una persona que es vesteix amb la roba i assumeix "l'aparença, la manera o els rols tradicionalment associats amb membres del sexe oposat".[23] Les persones que es transvesteixen poden ser cisgènere, o poden ser persones trans que encara no han fet la transició.
- Hijra: una persona (a vegades castrada) l'anatomia de la qual es troba en la majoria dels casos identificada com a masculina (més rarament femenina o intersexual), però la identitat de gènere de la qual no és ni masculina ni femenina. El seu rol de gènere inclou roba especial que els identifica com a hijra i que els dona unes ocupacions i un lloc especial a la societat.
- Khanith: un home gai efeminat en la cultura omanita que es pot associar amb les dones. La roba d'aquestes persones ha d'estar entre la d'un home i una dona.[24]

## Associació amb l'orientació sexual
Les normes de gènere varien segons el país i la cultura, així com per períodes històrics dins de cada cultura. Per exemple, en tribus pashtunes a l'Afganistan, els homes adults sovint s'agafen de mans sense ser percebuts com a homosexuals, mentre que a Occident aquest comportament, en la majoria de les circumstàncies, es veuria com a prova d'una relació homosexual. No obstant això, en moltes cultures, els comportaments com el plor, la inclinació a cuidar i alimentar els altres de manera emocionalment oberta, o l'interès per les tasques domèstiques que no siguin la cuina es poden considerar signes d'una disconformitat amb el gènere masculí. Els homes que exhibeixen aquestes tendències són sovint estereotipats com a homosexuals.
Els estudis van trobar una alta incidència d'homes homosexuals que presentaven comportaments atípics de gènere durant la infància, com ara tenir poc interès per l'atletisme i preferir jugar amb nines. El mateix estudi va descobrir que les mares d'homes homosexuals recordaven un comportament atípic en els seus fills amb més freqüència que les mares d'homes heterosexuals. Tanmateix, tot i que molts homes gais o bisexuals presenten característiques tradicionalment femenines, alguns no ho fan, i no tots els homes femenins són necessàriament homosexuals o bisexuals.
Per a les dones, la no-conformitat de gènere en l'adultesa sovint s'associa amb el lesbianisme. Les nocions de la dona heterosexual requereixen sovint un rebuig a les activitats físiques exigents, la submissió social a una figura masculina (marit o xicot), l'interès per la reproducció i la casa, i l'interès per fer-se veure més atractiva de cara als homes amb la roba adequada, el maquillatge, els estils de cabell i la forma del cos. Un rebuig de qualsevol d'aquests factors pot portar a que s'assenyali una dona com a lesbiana independentment de la seva orientació sexual real. Les dones lesbianes i bisexuals sovint troben més fàcil de rebutjar els ideals tradicionals de la feminitat perquè el càstig social per a tal transgressió no és eficaç o, almenys, no és més eficaç que les conseqüències d'ésser obertament gai o bisexual en una societat heteronormativa (cosa que ja experimenten).
La teòrica de gènere Judith Butler, en el seu assaig Performative Acts and Gender Constitution: An Essay in Phenomenology and Feminist Theory (Actes performatius i constitució del gènere: un assaig sobre la fenomenologia i la teoria feminista), assenyala: "Els gèneres discrets formen part del que humanitza les persones dins de la cultura contemporània; efectivament, aquells que no fan el que s'espera d'ells segons el seu gènere són castigats regularment. Perquè no hi ha ni una "essència" que el gènere expressi o externalitzi ni un ideal objectiu al qual el gènere aspira". Butler sosté que el gènere no és un aspecte inherent a la identitat, afirmant que "es podria tractar de conciliar el cos lligat a un gènere com el llegat d'actes sedimentats en lloc d'una estructura, essència o fet predeterminats o preconcebuts, ja siguin naturals, culturals o lingüístics".

## Roba
Entre els adults, vestir de roba de dona per part dels homes sovint és socialment estigmatitzat i fetitxitzat, o vist com a sexualment anormal. Tanmateix, transvestir-se pot ser una forma d'expressió de gènere i no està necessàriament relacionada amb l'activitat eròtica, ni tampoc és indicatiu de l'orientació sexual. Altres homes que no es conformen amb el gènere prefereixen simplement modificar i estilitzar la roba masculina com a expressió del seu interès per l'aparença i la moda.

## Pràctiques afirmatives de gènere
Les pràctiques afirmatives de gènere reconeixen i donen suport a la pròpia identificació i expressió de gènere. Les pràctiques afirmatives de gènere s'adopten cada cop més en els camps de la salut mental i física en resposta a una investigació que mostra que les pràctiques clíniques que animen les persones a acceptar una identitat de gènere diferent poden causar danys psicològics. El 2015, l'Associació Americana de Psicologia va publicar directrius per les pràctiques afirmatives de gènere per als metges que treballaven amb persones transgènere i no conformes amb el gènere. Les investigacions preliminars sobre pràctiques afirmatives de gènere en l'àmbit mèdic i psicològic han mostrat principalment resultats positius en el tractament. Per exemple, s'ha demostrat que els joves que reben un recolzament que afirmi el seu gènere per part dels pares tenen millors resultats de salut mental que els seus companys que no en reben.
Les pràctiques afirmatives de gènere posen l'accent en la salut de gènere. La salut de gènere és la capacitat de l'individu per identificar i expressar el gènere amb què se sent més còmode sense por al rebuig. Les pràctiques afirmatives de gènere estan basades en les següents premisses:
- La divergència de gènere no és un trastorn psicològic o una malaltia mental.
- Les expressions de gènere varien entre cultures.
- Les expressions de gènere són diverses i poden no ser binàries.
- El desenvolupament de gènere es veu afectat per factors biològics, de desenvolupament i culturals.
- Si es produeix una patologia, surt més sovint de les reaccions culturals que de dins de l'individu.